# Палац Розумовського (Відень)

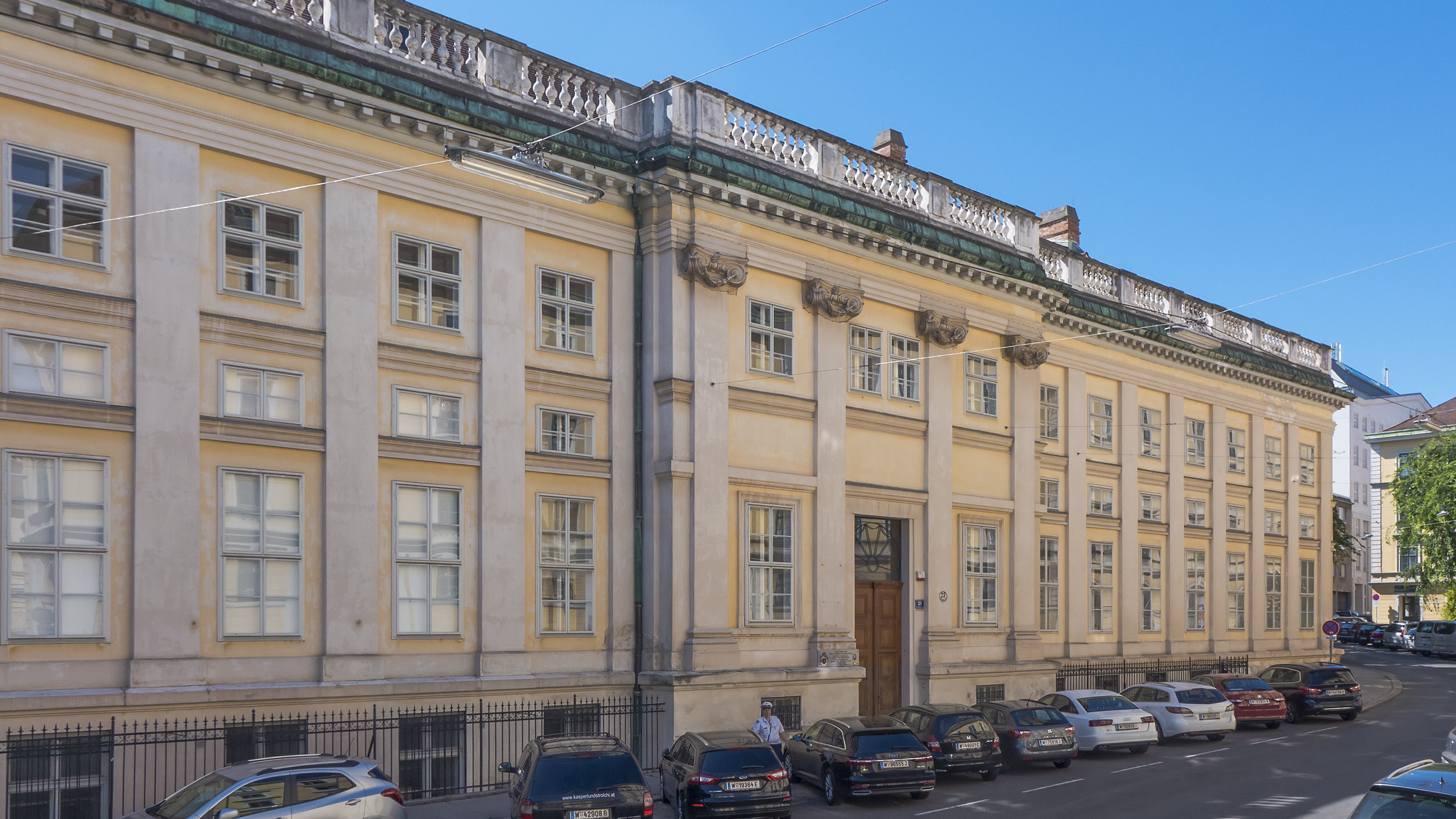
Палац Розумовського

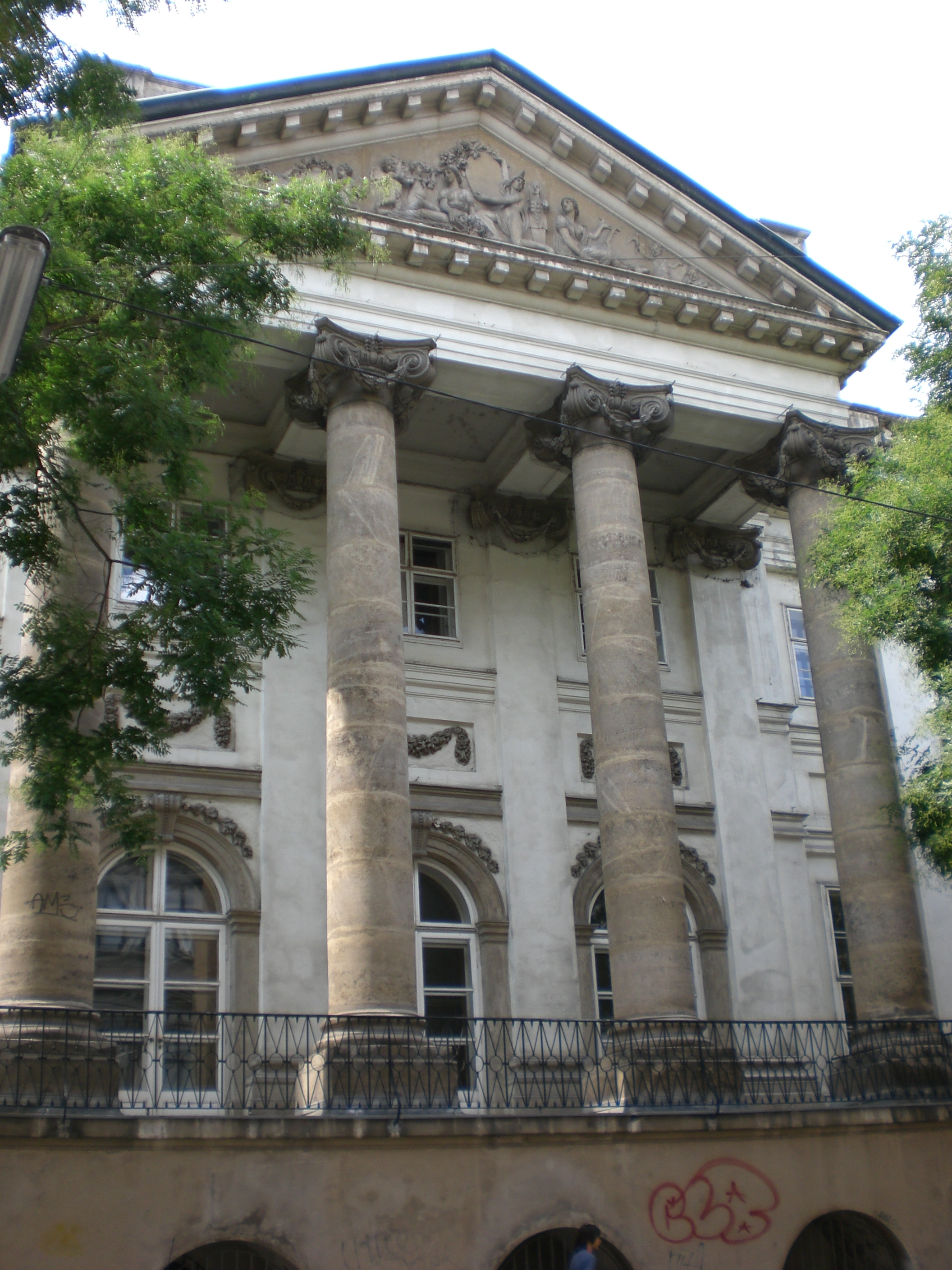
Палац Розумовського: Портик на колишній стороні саду, сьогодні — Geusaugasse

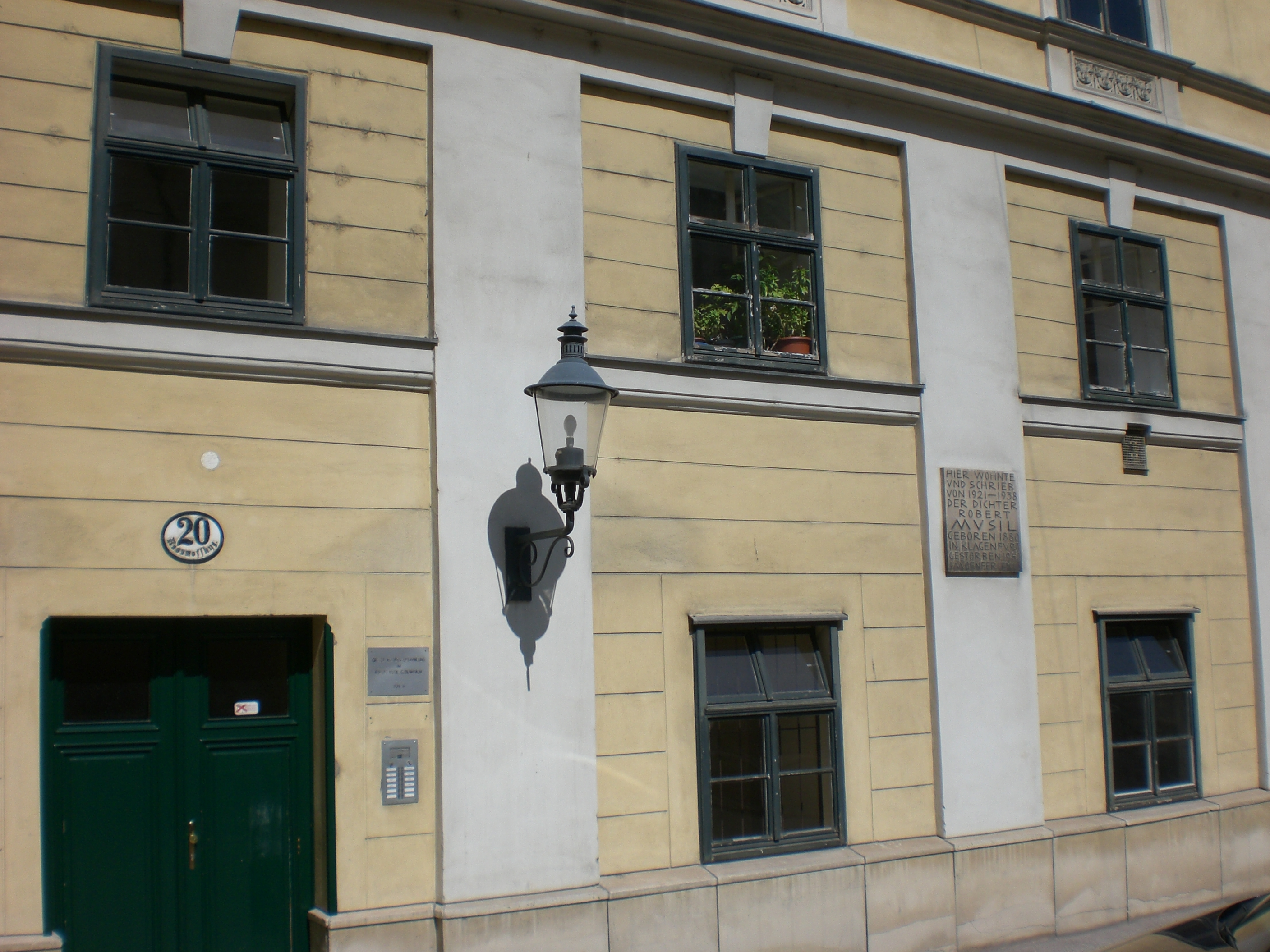
Житловий будинок в будівлі палацових стаєнь з пам'ятною дошкою Робертові Музілю

Палац Розумовського (нім. Palais Rasumofsky) — палац діяча українського походження князя Андрія Кириловича Розумовського у віденському районі Landstraße, виконаний у стилі класицизму.
Палац з великим англійським парком для посла Російської імперії в Австрії князя Андрія Кириловича Розумовського сина гетьмана Кирила Розумовського був зведений в 1806 році за проектом бельгійського архітектора Луї Монтойє. Оформлення палацового парку на ділянці, обмеженій сучасними провулками Rasumofskygasse, Marxergasse, Erdberg Land, Wassergasse та Geusaugasse, було доручено гессенському ландшафтному архітекторові Конраду Розенталю.
31 грудня 1814 року паркове крило палацу було знищено пожежею разом з художніми цінностями, які були всередині. Це крило було відновлено в спрощеному вигляді архітектором Йозефом Мейслем-старшим. Князь Розумовський проживав у палаці до своєї смерті в 1836 році. У 1838 році з приводу відсутності інших спадкоємців вдова князя продала палац з парком князю Алоїзові II Ліхтенштейнському за 190 тис. гульденів з призначенням їй довічної ренти розміром в 12 тис. флоринів в рік. Князь Ліхтенштейнський перебудовував палац і одночасно проживав в ньому до 1851 року. У 1851—1873 роках Ліхтенштейни передали палац в оренду державі: у палаці Розумовського розмістилося імперське геологічне відомство, а в прибудові — училище. У 1873 році палац повністю перейшов у власність держави. У 1876 році англійський парк розділили на ділянки, на яких були зведені житлові будинки епохи ґрюндерства. У сучасному Відні парк при палаці Розумовського зберігся на невеликій ділянці між Rasumofskygasse і Geusaugasse. У 1877 році в палаці Розумовського була проведена нова реконструкція. Під час Другої світової війни палац Розумовського отримав пошкодження і був відреставрований в 1946—1951 роках. Реставраційні роботи також проводилися в 1966—1967 роках.
До приватизації палацу Розумовського в 2003 році в ньому розміщувалося Федеральна геологічна громада. Новий власник у 2011—2014 роках провів у палаці капітальний ремонт відповідно до норм охорони історичних пам'яток.
Палац Розумовського є масивною прямокутною будівлею з прилеглим до нього з правого кута двоповерховим парковим крилом. Фасад основної будівлі структурований виступами-лопатками. Центральну вісь вуличного фасаду підкреслюють ризаліти з гігантськими іонічними пілястрами, а паркового фасаду — портик з іонічними колонами. Трикутний фронтон над портиком по Geusaugasse прикрашений рельєфами з алегоричними сценами. Головні сходи і деякі інші деталі виконані з міцного «імператорського каменю» — бургенландського вапняку.
Приміщення палацу розподілені відповідно до ідей палладіанства. Головний вхід до палацу по Rasumofskygasse веде в вестибюль, за яким розташований купольний зал і далі на парковій стороні — чудовий парадний зал з 16 коринфськими мармуровими колонами, який поряд з лицарським залом Гофбурга вважається шедевром Луї Монтойє. До парадного залу прилягають ще два додаткових представницьких мармурових зали.
Від численних господарських будівель при палаці Розумовського, які розміщувалися по всій території сучасного Парку імені Грети Йост, зберігся лише скромний будинок кубічної форми початку XIX століття. Напроти нього по Rasumofskygasse знаходяться колишні палацові стайні. Цю будівлю в 1803—1807 роках було продано з аукціону і пізніше було переобладнано під прибутковий будинок. Наразі також використовується під житло. Пам'ятна дошка на будинку свідчить про те, що в ньому в 1921—1938 роках проживав Роберт Музіль.